# Sussex Occidental
Sussex Occidental o Sussex del Oeste (en inglés: West Sussex /ˈwɛstʲ ˈsʌsɪks/) es uno de los cuarenta y siete condados de Inglaterra, Reino Unido, con capital en Chichester. Ubicado en la región Este limita al norte con Surrey, al este con Sussex del Este, al sur con el canal de la Mancha y al oeste con Hampshire. El condado de Sussex se dividió en las regiones administrativas este y oeste, con consejos del condado separados, en 1888. Sin embargo, hasta 1974 en que se produjo la división real, siguieron formando un único condado.
El condado ceremonial comprende los distritos de Adur, Arun, Chichester, Horsham y Mid Sussex, y los municipios de Crawley y Worthing.
El punto más alto de Sussex Occidental está situado en Black Down, con una altura de 280 m. s .n. m.

## Historia
Historia del antiguo condado de Sussex, lo que incluye a los actuales Sussex del Este y Sussex del Oeste
Dejando aparte los restos prehistóricos, la historia de Sussex se inicia en el año 477 cuando los sajones llegaron al oeste del condado y fundaron el "reino de los sajones del sur".
Nota: El descubrimiento de restos romanos en Fishbourne en 1960 dio luz a la historia de la ocupación romana del condado y su implicación en toda Britania durante el periodo presajón. 
Los sajones tomaron la ciudad romana de Regnum, que se convertiría en Chichester, así como la fortaleza de Anderida y el castillo de Pevensey. El rey Aelle se convirtió en el más influente de los jefes sajones. Tras su reinado, el reino de Sussex inició su declive, cayendo por completo bajo el dominio de Wessex en el año 823.
A partir del año 895, Sussex sufrió continuos ataques por parte de los daneses (vikingos), hasta la ascensión del rey Canuto. La influencia normanda fue también fuerte en Sussex antes de la conquista normanda. Los puertos de Hastings, Rye, Winchelsea y Steyning estuvieron bajo el poder de la abadía normanda de Fecamp.
Por su situación, Sussex fue un escenario constante para la preparación de invasiones y estuvo a menudo afectada por rebeliones. Durante la guerra de los barones, el condado se convirtió en el centro para las fuerzas reales. Las fuerzas del rey y las de Simon de Montfort se enfrentaron en la batalla de Lewes en 1264.
Hoy, los coches Rolls-Royce son fabricados en Sussex Occidental, a Goodwood.[cita requerida]

## Monumentos y lugares de interés
- Los restos romanos de Fishbourne
- El Aeropuerto de Gatwick